# Waskom
La ville de Waskom est située dans le comté de Harrison, dans l’État du Texas, aux États-Unis. Sa population s’élevait à 2 160 habitants lors du recensement de 2010, estimée à 2 168 habitants en 2016.

## Source
- (en) Cet article est partiellement ou en totalité issu de l’article de Wikipédia en anglais intitulé « Waskom, Texas » (voir la liste des auteurs).